# Étang de Thau
Étang de Thau (francoska izgovorjava: [etɑ̃ də to]; okcitansko Estanh de Taur) ali laguna Thau je največji niz lagun (étangs), ki se raztezajo ob francoski obali od reke Rone do vznožja Pirenejev in meje s Španijo v nekdanji regiji Languedoc-Roussillon, danes Oksitaniji. Čeprav ima visoko slanost, velja za drugo največje jezero v Franciji.

## Opis
Dolga je približno 21 km in široka 8 km, s površino 7.012 hektarjev. Srednja globina lagune je 4,5 m, v osrednjem navigacijskem kanalu pa je lahko globoka 10 m. V bližini Bouziguesa je 30 metrov depresijw premera 100 metrov. Ta 'Fosse de la Vise' je vir vročega vrelca, ki ga izkorišča zdravilišče v Balarucu.
Velikost in globino, ki jo ločuje od drugih lagunskih območij, pojasnjujeta geomorfologija regije: sinklinala, ki je nastala iz gubanja, je ustvarila ustrezno antiklinalo Gardiole na severovzhodu.
Do nedavnega so bile lagune od Marseillana do Rone nepretrgan del celinskih plovnih poti. Zgodnji naseljenci so to opisovali kot une petite mer intérieure et tranquille ('majhno morje, notranje in tiho'). Zlasti so omogočale dostop do Marseillana - ribiške vasice, ki je postala trgovsko središče.
Laguna ima tudi dostop do Sredozemskega morja pri Sèteju, ki ga povezujejo Canal du Rhône à Sète z reko Rono in Canal du Midi v Bordeaux prek Toulousa. Obstaja tudi majhen kanal (le canal des Allemands ali pisse-saume), ki povezuje zahodni konec z morjem pri Marseillan Plage. Kanal je primeren le za majhna plovila, saj cestni in železniški mostovi omejujejo višino.
Vzhodno, med Balaruco in Sètom, so meje lagune večinoma industrijske. Južni breg tvori obalni pas od Sète do Cap d'Agde. Na severni strani so vasi, namenjene ribolovu in proizvodnji školjk. V mestih Marseillan, Mèze in Bouzigues so pristanišča, na severni obali pa so manjša pristanišča, namenjena školjkarjem
Količine padavin v povodju lagune se močno razlikujejo, tako sezonsko kot med leti. Letne količine padavin se lahko gibljejo od 200 do 1000 mm na leto. Posledično imata temperatura vode in slanost velik razpon. Temperatura vode se giblje od 3 ° C do 29 ° C, slanosti od 27 psu do 40 psu. Slanost se med letom spreminja s temperaturami od najnižjih februarja do junija in najvišjimi juliji do januarja.

## Uprava
Étang de Thau, ki leži med mestoma Sète in Marseillan v departmaju Hérault, si administrativno delijo občine (v smeri urinega kazalca): Balaruc-le-Vieux, Balaruc-les-Bains, Frontignan, Sète, Marseillan, Mèze, Loupian in Bouzigues.

## Gospodarstvo in naravni viri
Ker je laguna odprta do morja, ima ribe, kot so orada, Argyrosomus regius (ostriž) in brancin . Laguna ustvari približno 200 kg / ha rib na leto. Vendar je industrija lupinarjev gospodarsko pomembnejša . Iz lagune pridobijo osemnajst vrst školjk - najpomembnejše so ostrige. 750 proizvajalcev goji 2750 plošč ostrig in letno nabere približno 13.000 ton. To zagotavlja približno 8,5% porabe Francije. Ostrige iz Étang de Thau se tržijo pod imenom huîtres de Bouzigues po vasi Bouzigues, kjer se je začela proizvodnja ostrig. So ploščata vrsta. Mlade ostrige so, pritrjene s cementom na vrvi, potopljene v vodo, dokler ne dosežejo velikosti, primerne za uživanje. Voda iz Thauja je razvrščena v razred A in tako se školjke lahko naberejo in zaužijejo v nekaj minutah. Poleg ostrige na leto pridelajo približno 3000 ton klapavic.
Poleg ribolova in školjk, Étang de Thau zagotavlja dohodek tudi s turizmom, zlasti z jadralskimi šolami.

## Živalstvo
Étang de Thau ponuja habitat za številne divje živali, zlasti za ptice, kot so čaplje in plamenci (Phoenicopterus roseus) in bogato morsko favno, vključno s školjkami (ostrige in školjke), meduzami, ribami in algami. V laguna Thau občasno spomladi in poleti zacvetijo alge Alexandrium catenella, ki včasih dosežejo tako visoke ravni, da povzročijo kontaminacijo školjk. 